# Římskokatolická farnost Mikulovice u Znojma
Římskokatolická farnost Mikulovice u Znojma je územní společenství římských katolíků s farním kostelem svatého Petra a Pavla v obci Mikulovice v moravskokrumlovském děkanství.

## Historie farnosti
Kostel sv. Petra a Pavla je pozdně románský ze 3. čtvrtiny 13. století s dochovanou apsidou a lodí s portálem. Asi ve 14. století byla loď prodloužena směrem k západu a doplněna o vstupní prostor s hranolovou věží. Do původního vzhledu zasáhla barokní přestavba kolem roku 1766.

## Duchovní správci
Farní kronika zaznamenává přehled duchovních správců od roku 1754. Řada z nich byla členy řádu premonstrátů, protože v obci byla rezidence strahovských premonstrátů.
Od října 1975 zde působil, nejprve jako administrátor, později jako farář R. D.. Václav Kamenický, který zemřel 14. srpna 2014. Od 1. listopadu 2014 byl ustanoven excurrendo administrátorem ad interim moravskokrumlovský farář R. D. Pavel Bublan. Toho od srpna 2015 vystřídal jako administrátor excurrendo R. D. Mgr. Pavel Klouček z Višňové u Znojma. 

## Bohoslužby
| Kostel                | Místo      | Bohoslužba (den) | Hodina                         | Poznámka     |
| --------------------- | ---------- | ---------------- | ------------------------------ | ------------ |
| svatého Petra a Pavla | Mikulovice | neděle pátek     | 8.00 17.00 (zima)/19.00 (léto) | farní kostel |

## Aktivity ve farnosti
Dnem vzájemných modliteb farností za bohoslovce a bohoslovců za farnosti brněnské diecéze je 23. květen. Adorační den připadá na 11. března.